# Supercopa de Túnez
La Supercopa de Túnez (1960-actualidad) es la copa en la que se enfrentan el ganador de la Championnat de Ligue Profesionelle 1 ante el ganador de la Copa de Túnez. Es organizada por la Federación Tunecina de Fútbol.

## Historia
La copa se jugó por primera vez en el año 1960, donde el Espérance de Tunis venció al Stade Tunisien 2 a 1. La copa no se ha jugado con regularidad como se había previsto desde su creación. El torneo se desarrolló en quince ocasiones siendo la última temporada en el 2020. Esta copa no fue oficial hasta la edición de 1993. El equipo que más ha ganado esta competición es el Espérance de Tunis, siendo además el que más veces ha participado.

## Ediciones anteriores

### Finales
| Temporada | Campeón            | Resultado    | Finalista            |
| --------- | ------------------ | ------------ | -------------------- |
| 1960      | Espérance de Tunis | 2–1          | Stade Tunisien       |
| 1961–1965 | No se jugó         | No se jugó   | No se jugó           |
| 1966      | Stade Tunisien     | 2–0          | Étoile du Sahel      |
| 1967      | No se jugó         | No se jugó   | No se jugó           |
| 1968      | Club Africain      | 3–1          | Sfax Railways Sports |
| 1969      | No se jugó         | No se jugó   | No se jugó           |
| 1970      | Club Africain      | 1–0          | Espérance de Tunis   |
| 1971–1972 | No se jugó         | No se jugó   | No se jugó           |
| 1973      | Étoile du Sahel    | 5–2          | Club Africain        |
| 1974–1978 | No se jugó         | No se jugó   | No se jugó           |
| 1979      | Club Africain      | 1–0          | Espérance de Tunis   |
| 1980–1983 | No se jugó         | No se jugó   | No se jugó           |
| 1984      | Bizertin           | 1–0          | La Marsa             |
| 1985      | Hammam-Lif         | 1–0          | Espérance de Tunis   |
| 1986      | Étoile du Sahel    | 1–1 (5-4 p.) | Espérance de Tunis   |
| 1987      | Étoile du Sahel    | 0–0 (7-6 p.) | Bizertin             |

### Oficial
| Temporada | Campeón            | Resultado    | Subcampeón               |
| --------- | ------------------ | ------------ | ------------------------ |
| 1993      | Espérance de Tunis | 2–0          | La Marsa                 |
| 1994      | No se jugó         | No se jugó   | No se jugó               |
| 1995      | Olympique de Béjà  | 1–1 (5–4 p.) | Sfaxien                  |
| 1996–2000 | No se jugó         | No se jugó   | No se jugó               |
| 2001      | Espérance de Tunis | 3–1          | Hammam-Lif               |
| 2002–2017 | No se jugó         | No se jugó   | No se jugó               |
| 2019      | Espérance de Tunis | 2–1          | Bizertin                 |
| 2020      | Espérance de Tunis | 0–0 (5–4 p.) | Sfaxien                  |
| 2021      | US Monastir        | 1–1 (5–3 p.) | Espérance de Tunis       |
| 2022      | Espérance de Tunis | 1–0          | Sfaxien                  |
| 2023      | Olympique Béja     | 2–0          | Étoile Sportive du Sahel |

## Títulos por equipo
| Club                 | Títulos | Subtítulos | Años Campeón                       |
| -------------------- | ------- | ---------- | ---------------------------------- |
| Espérance de Tunis   | 6       | 5          | 1960, 1993, 2001, 2019, 2020, 2022 |
| Étoile du Sahel      | 3       | 2          | 1973, 1986, 1987                   |
| Club Africain        | 3       | 1          | 1968, 1970, 1979                   |
| Olympique de Béjà    | 2       | –          | 1995, 2023                         |
| Bizertin             | 1       | 2          | 1984                               |
| Stade Tunisien       | 1       | 1          | 1966                               |
| Hammam-Lif           | 1       | 1          | 1985                               |
| US Monastir          | 1       | 0          | 2021                               |
| Sfaxien              | –       | 3          | –                                  |
| La Marsa             | –       | 2          | –                                  |
| Sfax Railways Sports | –       | 1          | –                                  |